# Saint-Félix-de-Reillac-et-Mortemart
Saint-Félix-de-Reillac-et-Mortemart település Franciaországban, Dordogne megyében. Lakosainak száma 178 fő (2022. január 1.). Saint-Félix-de-Reillac-et-Mortemart La Douze, Saint-Geyrac, Rouffignac-Saint-Cernin-de-Reilhac, Mauzens-et-Miremont, Journiac, Val de Louyre et Caudeau és Lacropte községekkel határos.

## Népesség
A település népessége az elmúlt években az alábbi módon változott:
| Lakosok száma | 192  | 201  | 194  | 194  | 208  | 193  | 184  | 176  | 177  | 178  |
|               | 1968 | 1982 | 1990 | 2006 | 2013 | 2015 | 2017 | 2019 | 2020 | 2022 |